# Curit
Curit (hebrejsky צוּרִית, v oficiálním přepisu do  angličtiny Zurit, přepisováno též Tzurit) je vesnice typu společná osada (jišuv kehilati) v Izraeli, v Severním distriktu, v Oblastní radě Misgav.

## Geografie
Leží v nadmořské výšce 348 metrů, v Dolní Galileji, cca 15 kilometrů východně od břehů Středozemního moře a cca 30 kilometrů na západ od Galilejského jezera. Je situována na pahorku Har Gilon, který tvoří jihozápadní hranici údolí Bejt ha-Kerem. Východně od Har Gilon ovšem na jih vybíhá ještě nevelké boční údolí Bik'at Meged ohraničené vrchem Har Karmi. Jižně od vesnice protéká v hlubokém údolí vádí Nachal Chilazon, které ale nedaleko odtud západním směrem vtéká do pobřežní nížiny (respektive do Zebulunského údolí).
Obec se nachází cca 100 kilometrů severovýchodně od centra Tel Avivu a cca 25 kilometrů severovýchodně od centra Haify. Curit obývají Židé, přičemž osídlení v tomto regionu je etnicky smíšené. 2 kilometry na sever leží bývalé město Šagor, které obývají izraelští Arabové. Arabské je i město Ša'ab, které leží jižním směrem, na protější straně údolí Nachal Chilazon. 3 kilometry na východ se rozkládá židovské město Karmiel. Krajina mezi těmito městskými centry je postoupena řadou menších židovských vesnic, z nichž vesnice Gilon vytváří s Curit souvislý urbanistický celek.
Obec Curit je na dopravní síť napojena pomocí místní komunikace číslo 8512, jež sem odbočuje z dálnice číslo 85.

## Dějiny
Vesnice Curit byla založena v roce 1981 v programu Micpim be-Galil, který vrcholil na přelomu 70. a 80. let 20. století a v jehož rámci vznikly v Galileji desítky nových židovských vesnic s cílem posílit židovské demografické pozice v tomto regionu a nabídnout kvalitní bydlení kombinující výhody života ve vesnickém prostředí a předměstský životní styl.
Zakladateli obce bylo 13 rodin sdružených již od roku 1979 do osadnické skupiny סחלב – Sachlav. Šlo o součást osidlovacího programu Miškej Cherut Betar (משקי חרות בית"ר), který byl určen pro rodiny blízké pravicovým sdružením Cherut a Betar.
Většina lidí za prací dojíždí mimo obec. V Curit je k dispozici obchod, zdravotní ordinace, společenské centrum, synagoga a zařízení předškolní péče o děti. Na pomezí Curit a sousedního Gilon stojí základní škola, do které dojíždějí i děti z okolních vesnic.
Výhledově se plánuje administrativní sloučení vesnic Curit a Gilon do jedné obce.

## Demografie
Obyvatelstvo Curit je sekulární. Podle údajů z roku 2014 tvořili populaci v Curit Židé (včetně statistické kategorie "ostatní", která zahrnuje nearabské obyvatele židovského původu ale bez formální příslušnosti k židovskému náboženství).
Jde o menší sídlo vesnického typu s dlouhodobě stagnujícím počtem obyvatel. K 31. prosinci 2014 zde žilo 737 lidí. Během roku 2014 populace klesla o 2,0 %.
| Rok            | 1983 | 1995 | 2001 | 2003 | 2004 | 2005 | 2006 | 2007 | 2008 | 2009 | 2010 | 2011 | 2012 | 2013 | 2014 |
| -------------- | ---- | ---- | ---- | ---- | ---- | ---- | ---- | ---- | ---- | ---- | ---- | ---- | ---- | ---- | ---- |
| Počet obyvatel | 77   | 455  | 678  | 726  | 748  | 786  | 785  | 799  | 814  | 729  | 744  | 769  | 757  | 752  | 737  |